# Bernd Mayer (Journalist)

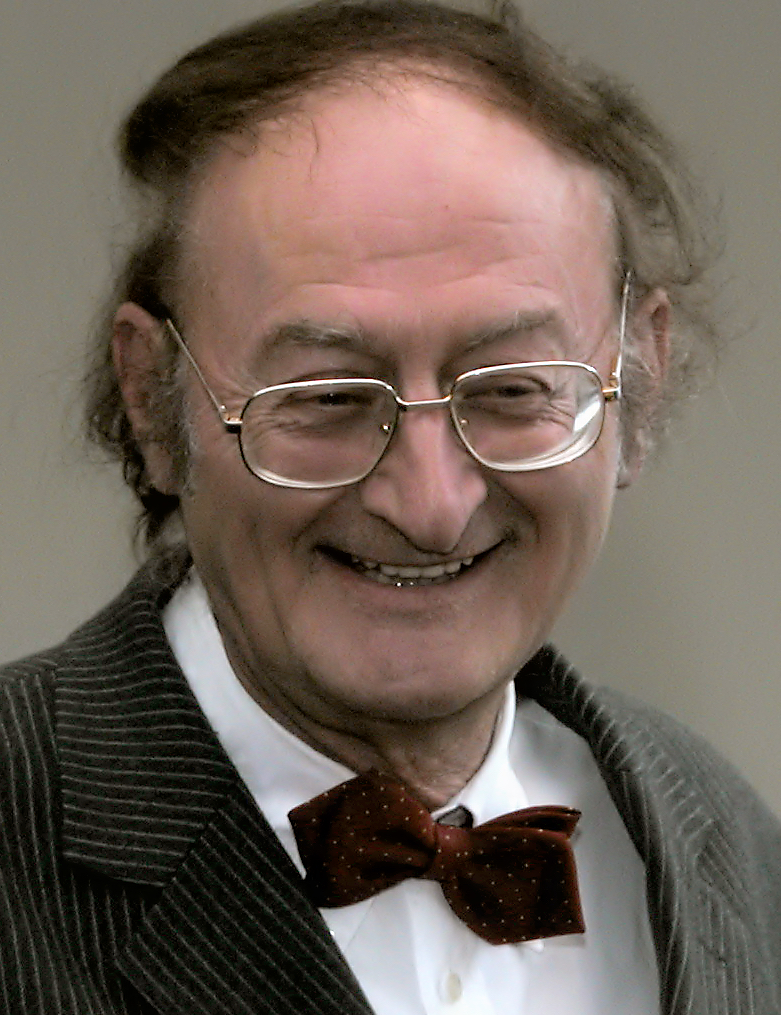
Bernd Mayer anlässlich der Verleihung des Ehrenrings der Stadt Bayreuth 2005

Bernd Mayer (* 10. März 1942 in Berlin; † 2. Dezember 2011 in Bayreuth) war ein deutscher Lokaljournalist, Heimatforscher und Kommunalpolitiker.

## Leben

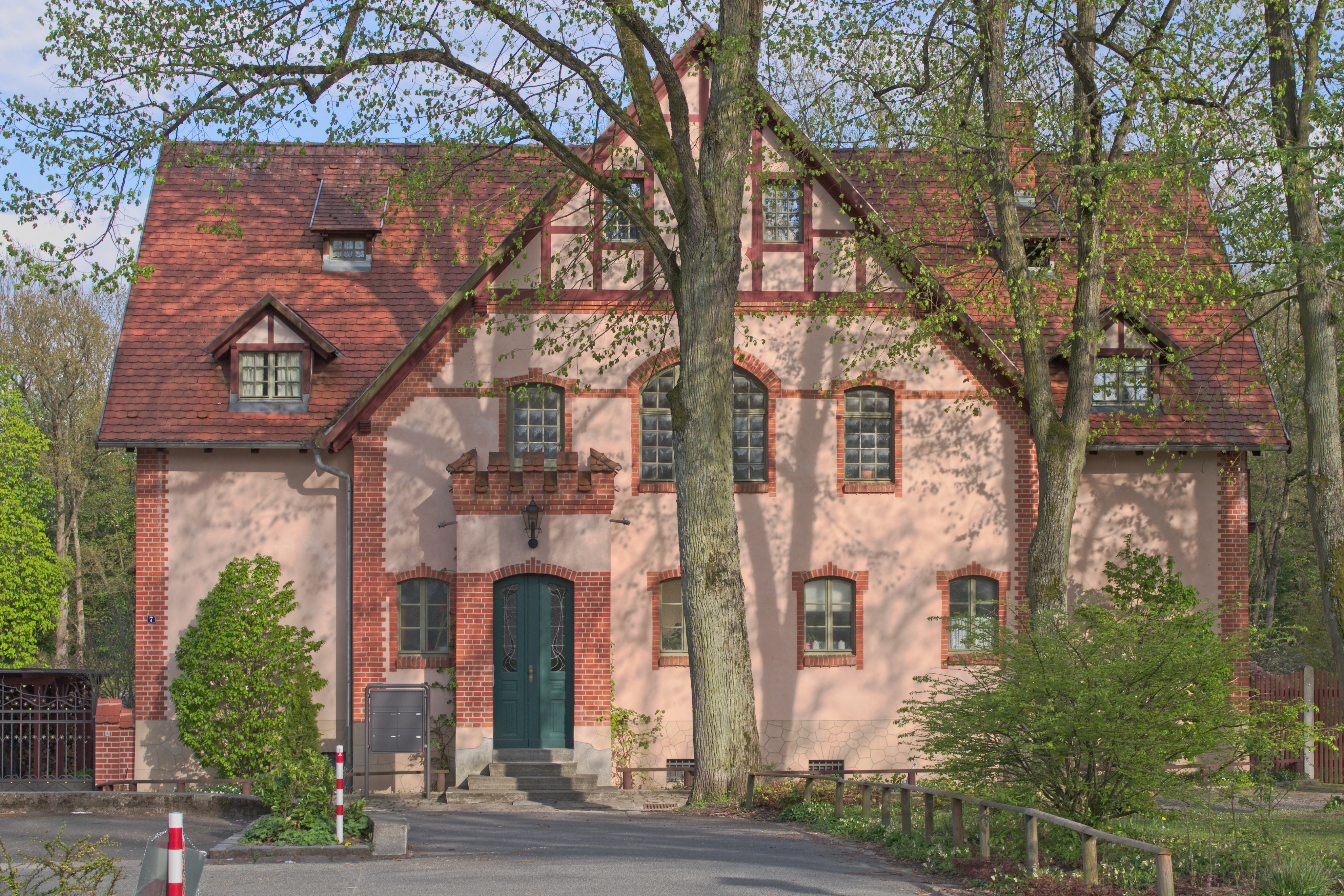
Haus des Bäckermeisters Johann Popp am Bayreuther Röhrensee

Mayers Vater war der früh verstorbene Jurist und Volkswirt Friedrich Mayer, 1942 Regierungsrat am Reichswirtschaftsministerium in Berlin und nach dem Krieg bis zu seinem Tod im Jahr 1954 Richter am Verwaltungsgericht Bayreuth. Während des Krieges war Bernd Mayers Mutter Erna Mayer, geborene Popp, mit ihren beiden Kindern nach der Einberufung ihres Mannes nach Bayreuth zurückgekehrt. Hier fand sie Zuflucht im Haus ihres Vaters, Bäckermeister Johann Popp. So verbrachte Bernd Mayer mit seinem Bruder Horst (später Mathematiker an der FH Darmstadt) in dem Haus am Röhrensee seine ersten Lebensjahre.
Im Herbst 1948 war Bernd Mayers Vater zunächst Leiter des Bayreuther Wohnungsamts und später Jugendamtes geworden, bevor er an das noch im Aufbau befindliche Verwaltungsgericht Bayreuth berufen wurde. Bernd besuchte ab 1946 den Kindergarten in der Pottaschhütte, ab 1948 zunächst die Luitpoldschule und später erneut in der Pottaschhütte das dortige Schulprovisorium. 1960 war Bernd Mayer Mitbegründer der ersten Bayreuther Schülerzeitung, das Abitur legte er am örtlichen Gymnasium Christian-Ernestinum ab. Er studierte vorübergehend Jura, ab 1963 arbeitete er als Lokalredakteur beim Bayreuther Tagblatt.
Mayer war Redakteur des Heimatkuriers und seit 1970 des Evangelischen Pressedienstes. Er war Autor zahlreicher stadtgeschichtlicher Publikationen über Bayreuth und weit über die Stadtgrenzen hinaus bekannt. In seinem Besitz befand sich die wohl größte Archivsammlung über Bayreuth, die in die Bernd-Mayer-Stiftung überging. Diese Stiftung war Mayers Lebenswerk: Sie beinhaltet etwa 40.000 Einzelbilder, Textdokumente und Grafiken zu Stadtbild, Ereignissen, Infrastruktur und Personen. Zahlreiche wertvolle, historische Fotos und Ansichtskarten aus der Zeit zwischen 1870 und 2000 von der Stadt Bayreuth und Umgebung zählen dazu. Über die Stiftung wollte Bernd Mayer seine Sammlung erhalten und der Öffentlichkeit zugänglich machen.
Ab Juli 1972 gehörte Mayer, der weder Berührungsängste noch Parteirücksichten kannte, dem Stadtrat von Bayreuth an, zunächst als Mitglied der CSU-Stadtratsfraktion. Im Oktober 1994 verließ er die CSU und war ab Januar 1995 Mitglied der Stadtratsfraktion der Bayreuther Gemeinschaft. In den Jahren 1990 bis 2002 war er ehrenamtlicher Zweiter Bürgermeister, von 2002 bis April 2008 Dritter Bürgermeister. Von Mai 2008 bis Ende November 2009 war er Vorsitzender der Stadtratsfraktion der Bayreuther Gemeinschaft, seit 1. Dezember 2009 fungierte er als 1. stellvertretender Fraktionsvorsitzender. Zum Ende des Jahres 2011 schied er auf Grund einer schweren Erkrankung aus dem Stadtrat aus. Anlässlich seines Ausscheidens aus dem Stadtrat wurde ihm der Ehrentitel Altstadtrat verliehen.

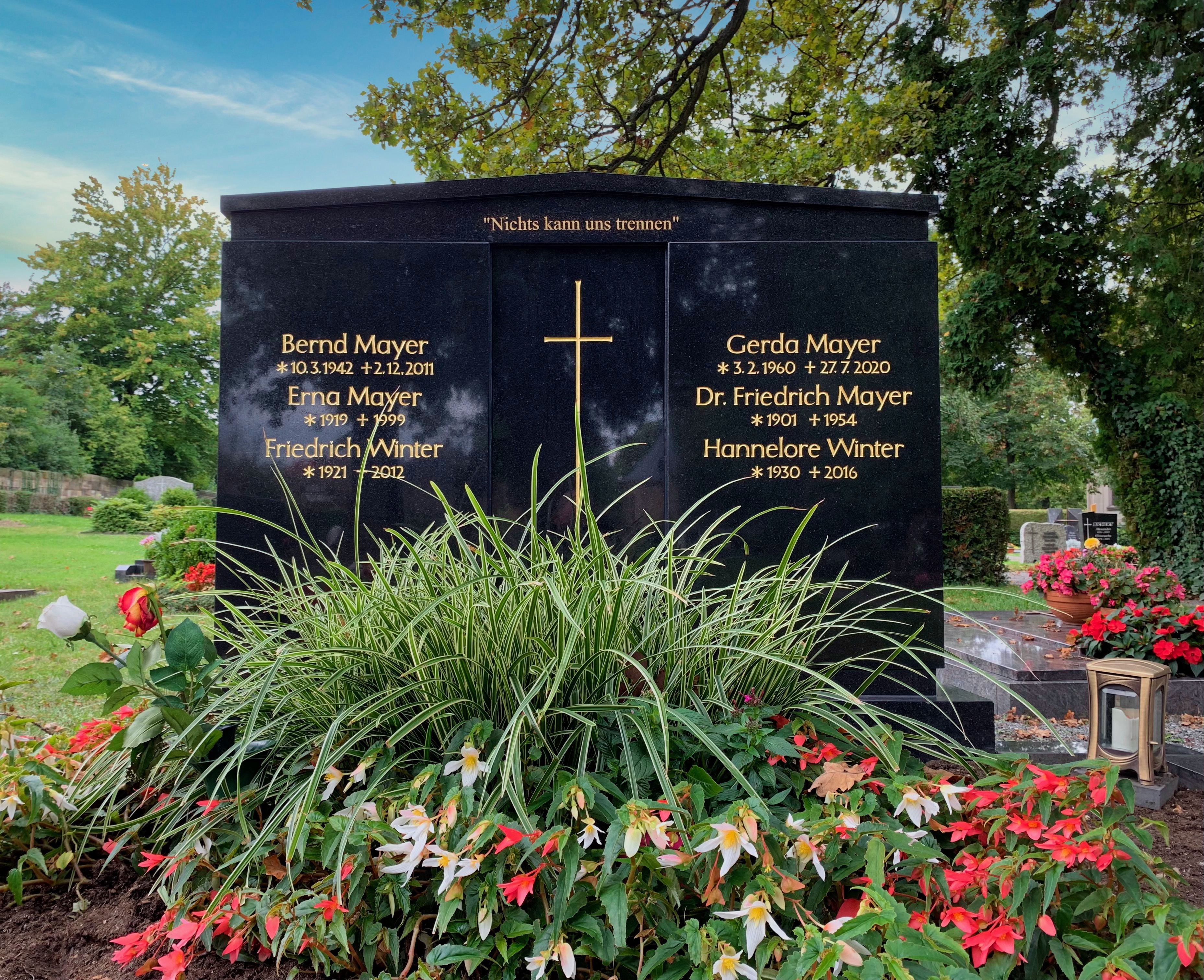
Das Grab Bernd Mayers auf dem Stadtfriedhof Bayreuth

Von 1982 bis 1990 war Mayer für die CSU Mitglied des Bezirkstags Oberfranken. Im Jahr 2011 wurde er, wenige Wochen vor seinem Tod, der 48. Ehrenbürger der Stadt Bayreuth. Mayer war verheiratet und hatte zwei Kinder aus erster Ehe mit seiner Schulfreundin, der Grundschullehrerin Irene Mayer, geb. Rother. Seine zweite Frau Gerda (geb. Winter) war langjährige Mitarbeiterin der Bayreuther Festspiele und Co-Autorin eines seiner Bücher.

## Werke
- Bayreuth wie es war. Blitzlichter aus der Stadtgeschichte 1850–1950. Gondrom, Bayreuth 1981.
- Bayreuth. Die letzten 50 Jahre. Ellwanger, Bayreuth 1983.
- Bayreuth à la Carte. Ein Jahrhundert auf Ansichtskarten. Ellwanger, Bayreuth 1987, ISBN 3-925361-03-0.
- Bayreuth Chronik 1989. Gondrom, Bindlach 1989.
- Bayreuth (Archivbilder). Sutton, Erfurt 1998, ISBN 978-3-89702-075-7.
- Bayreuth im zwanzigsten Jahrhundert. Nordbayerischer Kurier, Bayreuth 1999.
- Bayreuth. Bewegte Zeiten. Die 50er Jahre (mit Wolfgang Lammel). Wartberg, Gudensberg-Gleichen 2000, ISBN 3-86134-672-9.
- Bayreuth. Ereignisreiche Zeiten. Die 60er Jahre (mit Wolfgang Lammel). Wartberg, Gudensberg-Gleichen 2001, ISBN 3-8313-1205-2.
- Geheimnisvolles Bayreuth. Wartberg, Gudensberg-Gleichen 2003, ISBN 3-8313-1297-4.
- Bayreuth April 1945. „Die hau’n jetzt unser Städtla z’samm“. Wartberg, Gudensberg-Gleichen 2004, ISBN 3-8313-1463-2.
- Eine Stadt wird entnazifiziert. Die Gauhauptstadt Bayreuth vor der Spruchkammer (mit Helmut Paulus). Ellwanger, Bayreuth 2008, ISBN 978-3-925361-67-8.
- Jüdisches Bayreuth (Mitherausgeber und Coautor). Ellwanger, Bayreuth 2010, ISBN 978-3-925361-81-4.
- Arbeiten und Leben in Bayreuth (mit Gerda Mayer). Sutton, Erfurt 2010, ISBN 978-3-86680-745-7.
- Kleine Bayreuther Stadtgeschichte. Pustet, Regensburg 2010, ISBN 978-3-7917-2266-5.

## Ehrungen
- 11. November 2002: Frankenwürfel

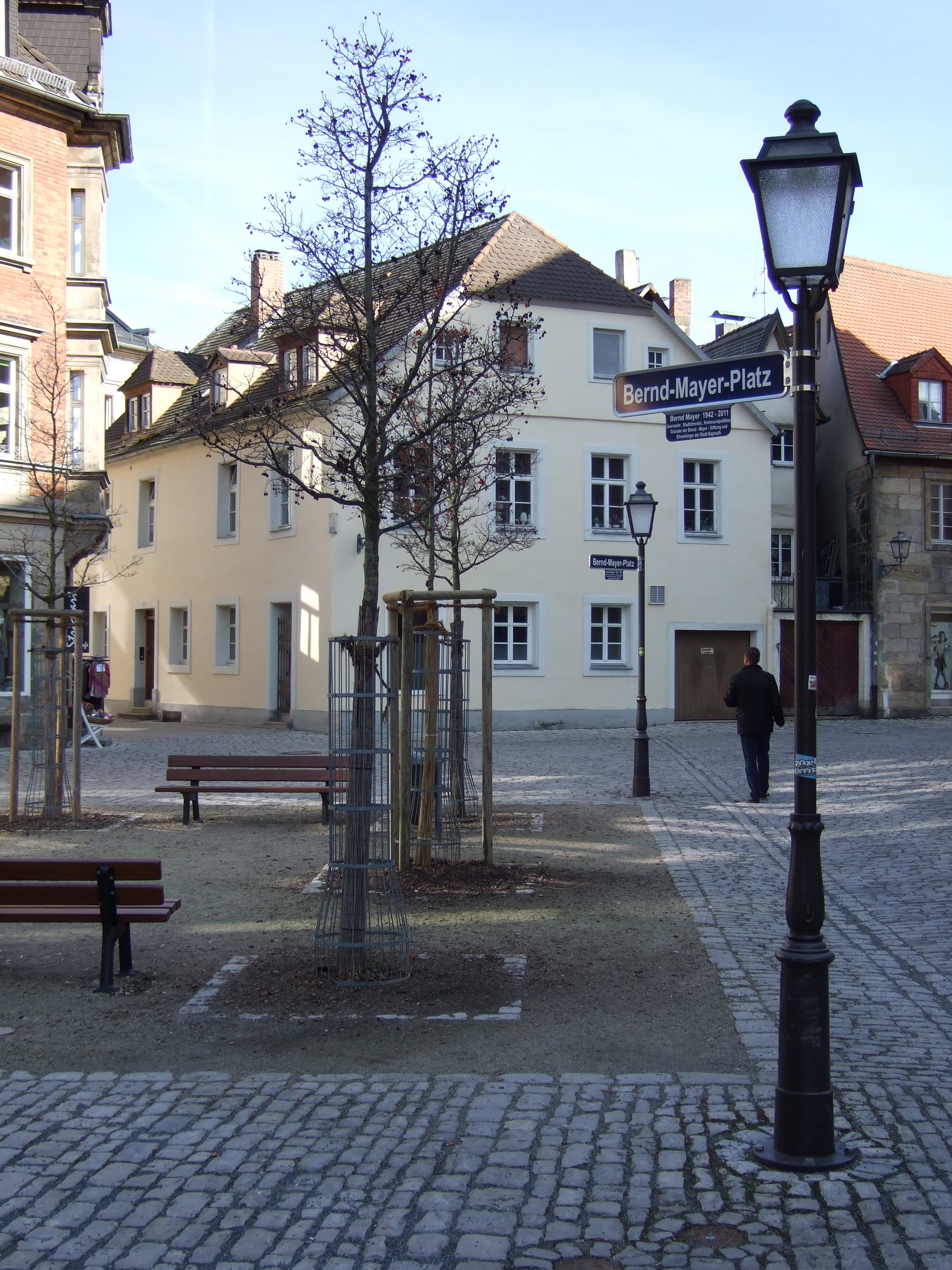
Bernd-Mayer-Platz in der Bayreuther Innenstadt

- 2003: Bundesverdienstkreuz am Bande
- 28. Oktober 2010: Bundesverdienstkreuz 1. Klasse
- 26. Oktober 2011: Ehrenbürger der Stadt Bayreuth
- 2. Dezember 2013: Einweihung Bernd-Mayer-Platz in Bayreuth[6]
- Goldene Bürgermedaille und Goldener Ehrenring der Stadt Bayreuth

## Trivia
Bezüglich des Naturells seiner Bayreuther Mitbürger befand Mayer, aus einem gesetzten „Homo daabiens“ könne man eben ohne genetische Eingriffe keine rheinische Frohnatur machen.